# Plantago myosurus
Plantago myosurus är en grobladsväxtart. Plantago myosurus ingår i släktet kämpar, och familjen grobladsväxter.

## Underarter
Arten delas in i följande underarter:
- P. m. humilior
- P. m. myosurus